# فضيحة شركة ركروت
لقد كانت Recruit scandal (リクルート事件 Rikurūto jiken) عبارة عن فضيحة للتداول من الداخل والفساد أجبرت العديد من كبار السياسيين اليابانيين على تقديم الاستقالة في عام 1988.
وشركة ركروت هي شركة للموارد البشرية والإعلانات المبوبة مقرها في طوكيو. وقد عرض رئيسها هيروماسا إيزوي مجموعة من الأسهم في شركة تابعة لشركة ركروت، وهي كوزموس، للقادة التجاريين وكبار السياسيين قبل أن يتم عرض أسهم شركة كوزموس للتداول في سوق الأوراق المالية في عام 1986. وبعد طرح الشركة للتداول العام، ارتفع سعر سهم شركة كوزموس بشكل كبير ومفاجئ، وحقق الأفراد المشاركين في هذا المخطط أرباحًا بلغت في المتوسط 66 مليون ين لكل منهم.
ورغم مشاركة 17 عضوًا فقط من أعضاء البرلمان في التداول من الداخل، تم اكتشاف تلقي 30 شخصًا آخر لمزايا من شركة ركروت.
ومن بين السياسيين المشاركين في هذه الفضيحة يظهر رئيس الوزراء نوبورو تاكيشيتا ورئيس الوزراء السابق ياسوهيرو ناكاسوني وكبير أمناء مجلس الوزراء تاكاو فوجينامي. وبالإضافة إلى أعضاء حكومة الحزب الليبرالي الديمقراطي الياباني، تم كذلك اكتشاف مشاركة قادة حزب الكوميتو (حزب الحكومة النظيفة) والحزب الديمقراطي الياباني والحزب الاشتراكي الياباني في تلك الفضيحة. ونتيجة لذلك، تم إجبار مجلس وزراء تاكيشيتا على الاستقالة، رغم عودة بعض أعضائه إلى دائرة الضوء السياسي مرة أخرى (بما في ذلك كيشي ميازاوا وكيزو أوبوتشي اللذان أصبحا رئيسين للوزراء في وقت لاحق).
كما تم اكتشاف مشاركة رؤساء مجالس إدارة شركة نيبون للبرق والهاتف (NTT) وجريدة يوميوري وجريدة نيهون كيزاي في تلك الفضيحة.
ورغم انتشار فضيحة ركروت بين مختلف الأحزاب، تعرض الحزب الليبرالي الديمقراطي الياباني لأكبر قدر من الخسائر بسبب تلك الفضيحة. ويقال كذلك إنها أحد الأسباب وراء انتصار حزب موريهيرو هوسوكاوا المعارض في عام 1993، التي قطعت السيطرة المستمرة للحزب الليبرالي الديمقراطي على حكم اليابان.